# Леонов, Евгений Иванович
Евгений Иванович Леонов (20 февраля 1917, Екатеринослав — ?) — советский металлург, директор Таганрогского металлургического завода (1958—1963).
Кавалер двух орденов Трудового красного знамени, награждён медалями «За трудовую доблесть», «За доблестный труд» в Великой Отечественной войне 1941—1945, «За восстановление предприятий Чёрной металлургии Юга».

## Биография
В 1941 года окончил Днепропетровский металлургический институт им. Сталина.
С июня 1951 года — на ТМЗ: начальник ПРО — заместитель главного инженера.
С декабря 1957 по ноябрь 1963 год Е. И. Леонов работал директором Таганрогского металлургического завода. При нём на заводе был построен цех по производству силикатного кирпича (1959), построен трубосварочный цех № 3 (1962). Много сделано по наращиванию производственных мощностей и техническому перевооружению завода, велась работа по наращиванию производственных мощностей и техническому перевооружению завода. Был построен трубосварочный цех № 3 (1962 г.). Построено 14 жилых домов по ул. Урицкого..
В ноябре 1963 переходит на работу в Приднепровский Совнархоз.